# 小丽茅
小丽茅（学名：Deyeuxia pulchella）为禾本科野青茅属下的一个种。

## 扩展阅读
維基物種上的相關：小丽茅